# جیمز پک
جیمز پک (انگلیسی: James H. Peck; ۱۲ ژانویهٔ ۱۷۹۰ – ۲۹ آوریل ۱۸۳۶) وکیل، قاضی، و سیاستمدار اهل ایالات متحده آمریکا و قاضی دادگاه بخش از ایالت میسوری بود. او در ۳۱ ژانویه ۱۸۳۱ توسط سنا محاکمه شد. او در۲۴ آوریل ۱۸۳۰ توسط مجلس نمایندگان ایالات متحده به اتهام سوء استفاده از قدرت تحقیر استیضاح شد سنای ایالات متحده محاکمه او را در ۲۶ آوریل۱۸۳۰ آغاز کرد و در ۳۱ ژانویه ۱۸۳۱با ۲۱ رأی بر مجرمیت و ۲۲ رأی  بر برائت، وی را تبرئه کرد.